# Remian
Remian ist ein osttimoresischer Ort im Suco Leohito (Verwaltungsamt Balibo, Gemeinde Bobonaro). Er liegt im Zentrum der Aldeia Faloai, in einer Meereshöhe von 447 m.
Durch Remian führt die Hauptstraße, die den Suco durchquert. Nordöstlich befindet sich der Ort Nuren, westlich das Dorf Rai Ulun. Nördlich steigt das Land zum Nualain (464 m) an. Östlich erhebt sich der Fatulakiki (557 m).